# Megachile fabricator
Megachile fabricator là một loài Hymenoptera trong họ Megachilidae. Loài này được Smith mô tả khoa học năm 1868.